# アカシカ
アカシカ（赤鹿、学名：Cervus elaphus、英名：Red Deer）は、哺乳綱偶蹄目シカ科シカ属に分類されるシカの一種である。

## 呼称
アメリカ合衆国では最近まで近縁と考えられていたアメリカアカシカ C. canadensis と同様に「エルク（Elk）」と呼ばれることがあるが、ヨーロッパではヘラジカを指す。大陸間の名称の齟齬の由来については、アメリカアカシカを参照。
中国語の漢字表記では「馬鹿（ばろく）」と書く。

## 分布

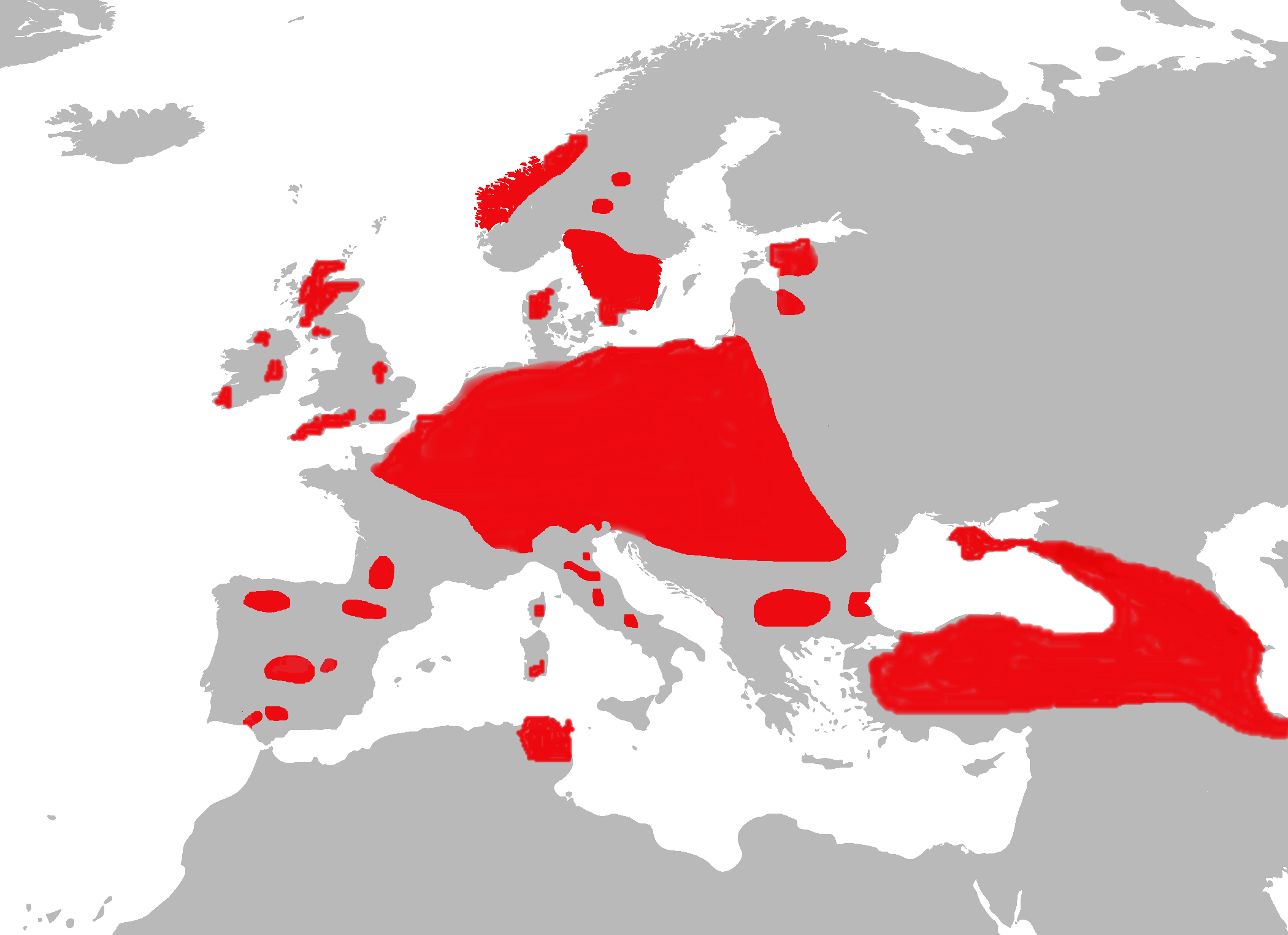
分布

北米北部とユーラシア大陸北東部に分布するワピチ C. canadensis と中央アジアに分布するアジアアカシカ（C. affinis）とは、飼育下で種間雑種ができることから同種とされたこともあった。
アナトリア半島、カフカース地方からヨーロッパ、北アフリカにかけての広範な地域に分布し、多くの亜種が知られる。アフリカ大陸に現存する唯一のシカである。また、更新世には本種またはワピチも日本列島に到達していたことが判明している。
オーストラリア、ニュージーランド、アルゼンチンに狩猟獣として移入されて帰化している。

## 形態
体高120-150 cm、体重90-250 kg。体毛は赤褐色の個体が多く、短い尾を持つ。オスは枝分かれした角（枝角）を持つ。

## 生態
森林に生息する。最年長のメスを中心とした群れを形成する。オスは繁殖期以外は単独もしくはオスのみで群れを形成する。
食性は草食性で草や木の葉を食べる。
繁殖形態は胎生で、1回に1-2頭を出産する。繁殖期は9-10月で、繁殖期になるとオス同士は角を突き合わせて争い、勝負に勝ったオスがハーレムを形成する。

## 保全状況評価
LEAST CONCERN (IUCN Red List Ver. 3.1 (2001))

### 亜種
- バーバリーアカシカ Cervus elaphus barbarus Barbary stag

NEAR THREATENED (IUCN Red List Ver. 3.1 (2001))

ワシントン条約付属書III
- コルシカアカシカ Cervus elaphus corsicanus Corsican Red Deer

NEAR THREATENED (IUCN Red List Ver. 3.1 (2001))

## 人間との関係
食肉や狩猟用に飼育されている。袋角（角を覆うビロード状の皮）と鹿角は漢方薬や韓方薬として用いられる。
世界の侵略的外来種ワースト100リストに掲載されており、ヨーロッパ系移民により導入されたオセアニアや南アメリカでは駆除の対象となっている一方で、北アフリカなど生息地の環境破壊により絶滅の危機に瀕している亜種もある。
本種を含むシカ属 Cervus は外来生物法によって特定外来生物に指定されている。

## 写真
- 雄と雌
- アカシカの骨格